# Herrlisheim-près-Colmar
Herrlisheim-près-Colmar (Duits: Herlisheim (Oberelsaß)) is een gemeente in het Franse departement Haut-Rhin in de regio Grand Est. De gemeente telde op 1 januari 2022 1.903 inwoners en maakt deel uit van het arrondissement Colmar-Ribeauvillé.

## Geografie
De oppervlakte van Herrlisheim-près-Colmar bedroeg op 1 januari 2022 7,68 vierkante kilometer; de bevolkingsdichtheid was toen 247,8 inwoners per km².

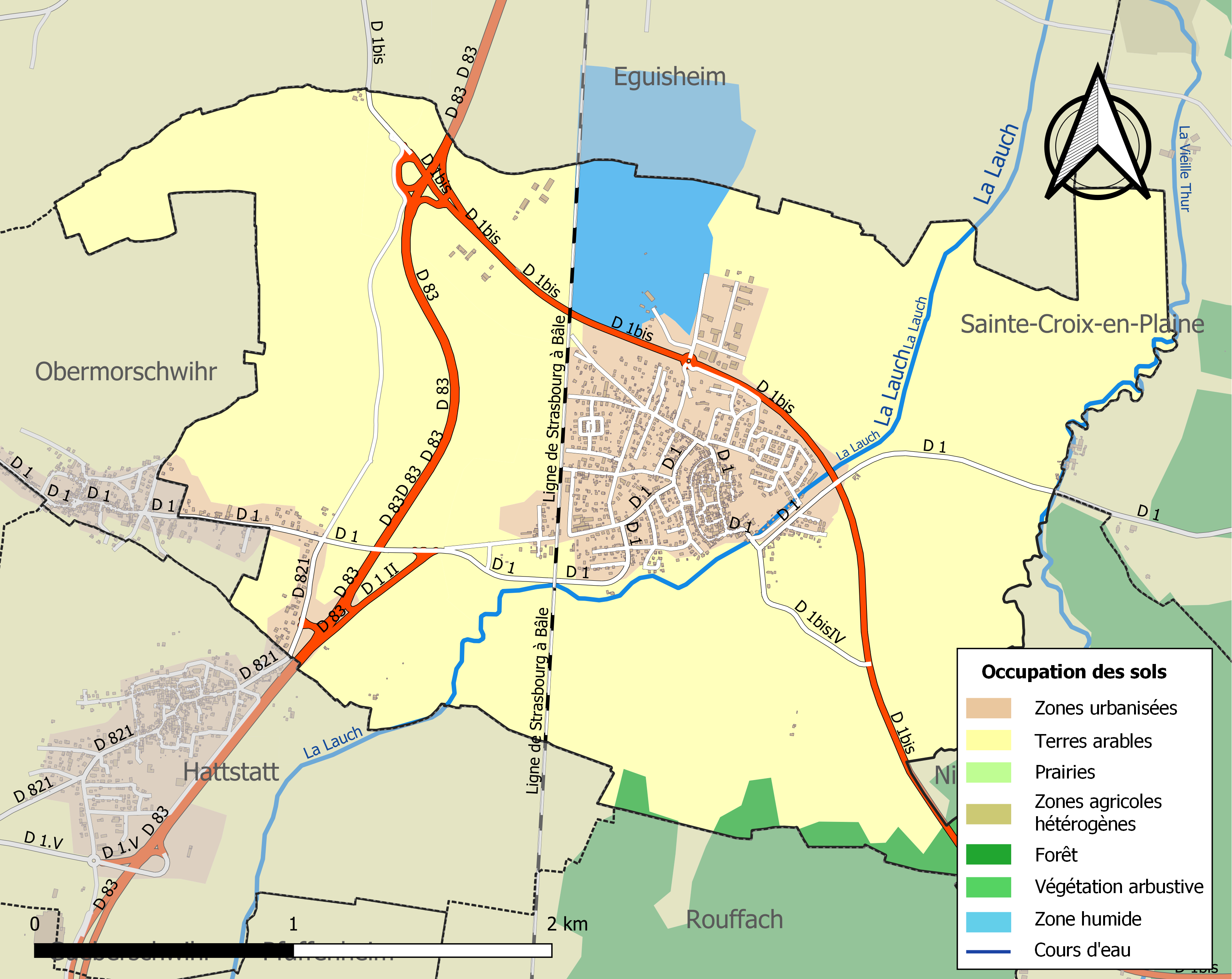
Kaart van de gemeente met de belangrijkste infrastructuur, bodemgebruik en omliggende gemeenten

## Demografie
Onderstaande figuur toont het verloop van het inwonertal (bron: INSEE-tellingen).

## Verkeer en vervoer
In de gemeente staat het spoorwegstation Herrlisheim-près-Colmar.